# Ocotea argyrophylla
Ocotea argyrophylla är en lagerväxtart som beskrevs av Adolpho Ducke. Ocotea argyrophylla ingår i släktet Ocotea och familjen lagerväxter. Inga underarter finns listade i Catalogue of Life.